# Fable Fortune
Fable Fortune était un jeu vidéo free-to-play de cartes à collectionner numérique de l'univers Fable. Le jeu est sorti pour Windows et Xbox One en février 2018, après une première sortie d'accès anticipé. Il a été co-développé par Flaming Fowl Studios et Mediatonic. Il a été interrompu le 4 mars 2020 et ne peut plus être joué.

## Système de jeu
Fable Fortune est un jeu de cartes à collectionner numérique.

## Développement et publication
Le développement du jeu a commencé avec Lionhead Studios 18 mois avant la fermeture du studio en avril 2016. Microsoft a offert la licence Fable à Flaming Fowl Studios, un développeur indépendant formé d'anciens employés de Lionhead pour poursuivre son développement. Flaming Fowl s'est tourné vers une campagne de financement participatif Kickstarter en mai 2016, cherchant à collecter 250 000 £ pour les coûts de développement du jeu,. La campagne n'a pas atteint son objectif et a été annulée en juin 2016. Craig Oman, PDG de Flaming Fowl, a cité les difficultés de financement participatif d'un titre gratuit et le genre inconnu de l'univers Fable comme raisons de l'échec. Le jeu a cependant attiré des financements privés, permettant à son développement de se poursuivre. Le jeu est sorti en accès anticipé pour Windows et Xbox One en juillet 2017 et a été co-développé par Flaming Fowl Studios et Mediatonic. Le jeu est sorti de l'accès anticipé le 22 février 2018.

## Accueil
Fable Fortune a reçu un accueil mitigé de la part des critiques.